# Carl Herrera
Carl Víctor Herrera Alleyne (ur. 14 grudnia 1966 na Trynidadzie) – wenezuelski koszykarz oraz trener, pochodzący z Trynidadu i Tobago, występował na pozycji skrzydłowego, dwukrotny mistrz NBA.
Został pierwszym w historii wenezuelskim koszykarzem, który został wybrany w drafcie oraz występował na parkietach NBA.
W grudniu 2014 roku został postrzelony podczas napadu rabunkowego, który miał miejsce w jednej z wenezuelskich restauracji na Margaricie.

## Osiągnięcia
NCAA
- Southwest Conference's Newcomer of the Year (1990)[4]
- Zaliczony do składu All-SWC  First Team (1990)[4]

NBA
- 2-krotny mistrz NBA (1994, 1995)[1]

Hiszpania
- Finalista Pucharu Koracia (1991)[4]

Wenezuela
- 2-krotny mistrz Wenezueli (1990[5], 2002)
- MVP ligi (1990)[5]
- 2-krotny wicemistrz Wenezueli (2005, 2006)
- Debiutant roku ligi wenezuelskiej (1984)[5]
- Lider:
  - strzelców ligi (1984)[5]
  - ligi w:
    - zbiórkach (1989, 1990)[4]
    - blokach (1986, 1987, 1989)[4]
    - skuteczności rzutów z gry (1985, 1986, 1988)[4]

Reprezentacja
- Brązowy medalista mistrzostw Ameryki Południowej (2001)[3]
- Uczestnik igrzysk olimpijskich (1992 – 11. miejsce)[6]
- 2-krotny uczestnik mistrzostw świata (1990 – 11. miejsce[7], 2002 – 14. miejsce[6])